# Karl-Schmidt-Straße 13b

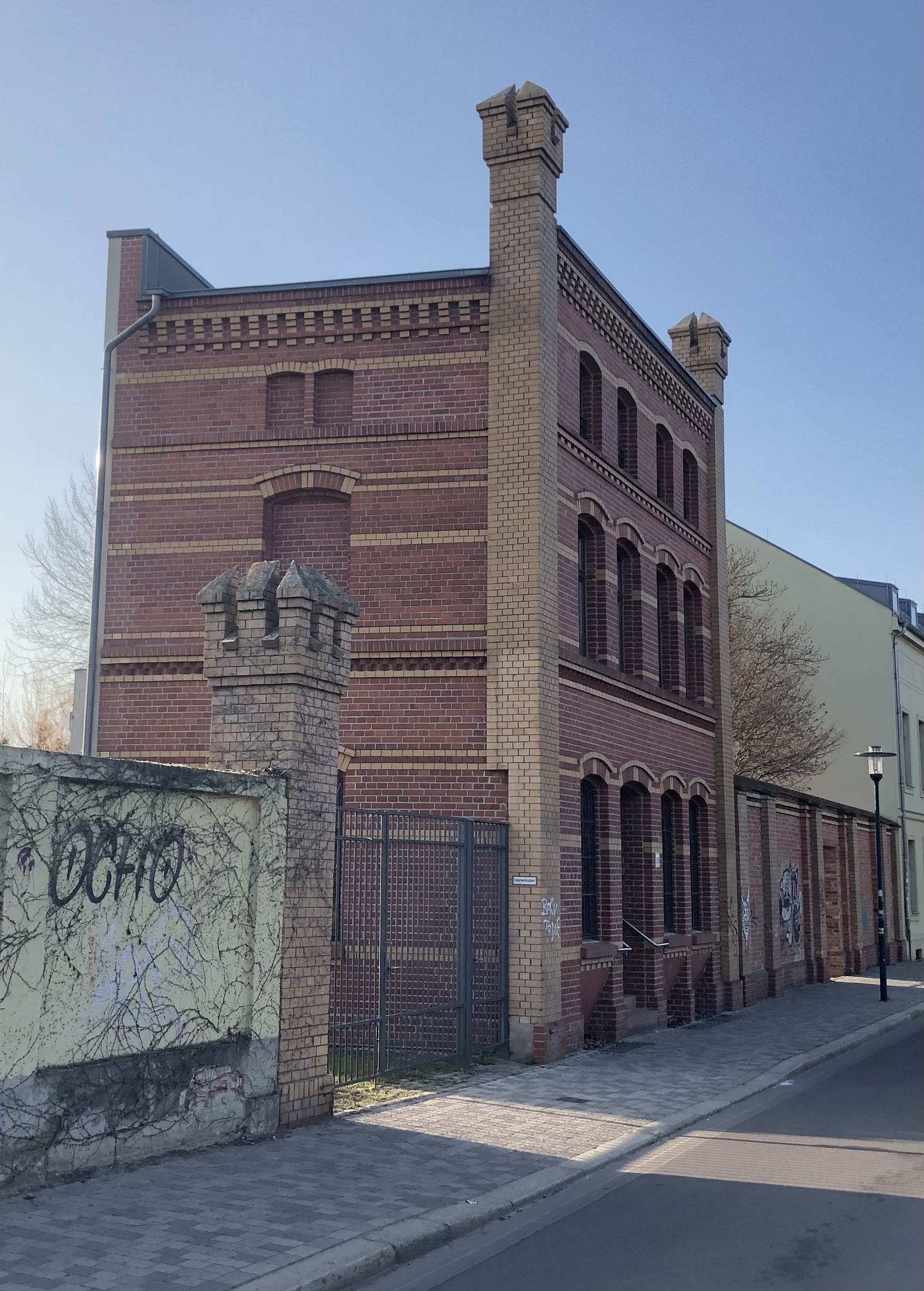
Haus Karl-Schmidt-Straße 13b im Jahr 2022

Das Gebäude Karl-Schmidt-Straße 13b ist ein denkmalgeschützter ehemaliger Stall in Magdeburg in Sachsen-Anhalt.

## Lage
Das Gebäude befindet sich auf der Westseite der Karl-Schmidt-Straße im Stadtteil Buckau.

## Architektur und Geschichte
Der zweieinhalbgeschossige Stall wurde im Jahr 1899 durch Rud. Bernhardt für die Brauerei Reichardt und Schneidewin errichtet. Die Fassade des Backsteinbaus wurde in Anlehnung an die sonstigen damals benachbarten Brauereigebäude gestaltet. Ursprünglich erstreckte sich das Stallgebäude deutlich weiter nach Westen in das Grundstück hinein. Der Großteil des Stalls wurde im Jahr 1994 abgerissen, erhalten blieb nur die nach Osten zur Straße hin ausgerichtete vierachsige Stirnseite des Baus.
Im örtlichen Denkmalverzeichnis ist der Stall unter der Erfassungsnummer 094 71384 als Baudenkmal verzeichnet.